# الخسائر الإسرائيلية في الحرب

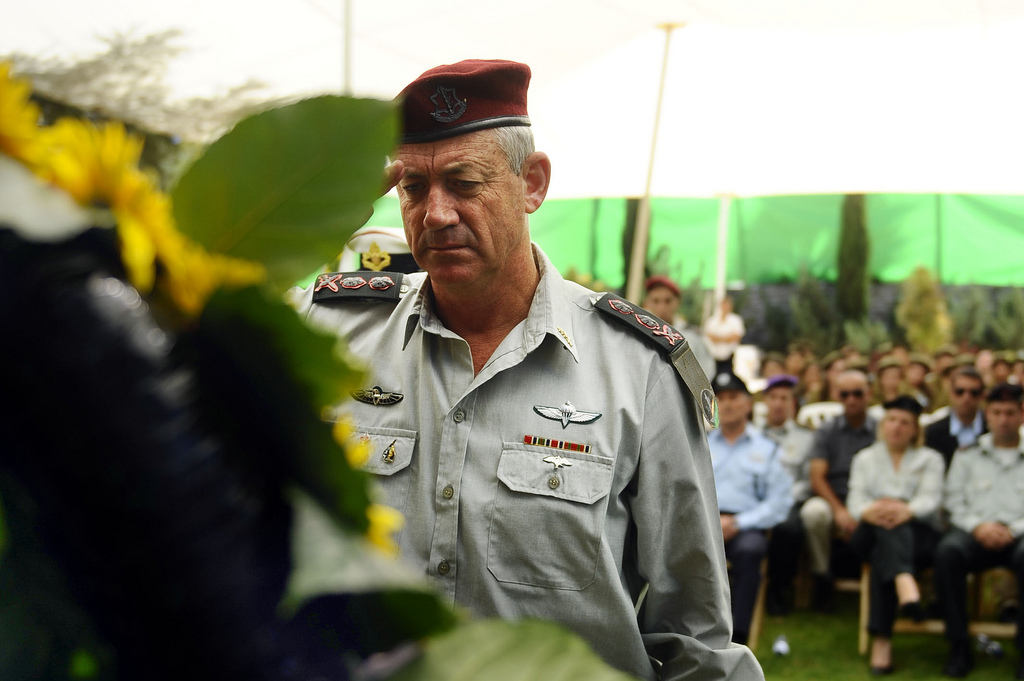
يحيي رئيس أركان قوات الدفاع الإسرائيلية السابق الجنرال بيني غانتس خسائر حرب أكتوبر في حفل تأبين سنوي رسمي للجنود الذين سقطوا.

تشمل الخسائر الإسرائيلية في الحرب، بالإضافة إلى تلك التي وقعت في الحروب السبع الكبرى الإسرائيلية، 9,745 جنديا وأفراد قوات الأمن الذين قتلوا في «اشتباكات متنوعة وهجمات المقاومة»، تشمل أفراد قوات الأمن الذين قتلوا أثناء العمليات العسكرية، وذلك بمكافحة الجريمة والكوارث الطبيعية والأمراض وحوادث المرور أو العمل والمحاربين القدامى المعوقين الذين ساهمت إعاقاتهم في وفياتهم. بين عامي 1948 و1997، قُتل 20,093 جنديا إسرائيليا في القتال، وأصيب 75,000 إسرائيلي، واعتبر ما يقرب من 100,000 إسرائيلي من قدامى المحاربين من ذوي الإعاقة. من ناحية أخرى، في يوم الذكرى 2010، كرمت إسرائيل ذكرى 22,684 جنديا إسرائيليا واليهود الفلسطينيين قبل قيام الدولة الذين قتلوا منذ عام 1860 في أداء واجب استقلال وحفظ وحماية الأمة، و3،971 مدني من ضحايا الإرهاب. كما تشمل القائمة التذكارية، بالإضافة إلى أعضاء الجيش الإسرائيلي المتوفين، أعضاء سقطوا في جهاز الأمن الشاباك، وجهاز الاستخبارات الموساد، و‌شرطة إسرائيل، و‌شرطة الحدود، و‌مصلحة السجون الإسرائيلية، وقوات الأمن الإسرائيلية الأخرى، و‌اللواء اليهودي و‌الفيلق اليهودي (الذين خدما إلى جانب القوات البريطانية في الحرب العالمية الثانية و‌الحرب العالمية الأولى على التوالي).
ووفقاً لوزارة الخارجية الإسرائيلية ورابطة مكافحة التشهير، قُتل ما مجموعه 1,194 إسرائيلي وأجانب وأصيب 7,000 بجروح بين سبتمبر 2000 وأغسطس 2010 بسبب الهجمات الفلسطينية (معظمهم خلال الانتفاضة الثانية للفترة 2000-2005)؛ في حين قتل أكثر من 3,000 إسرائيلي وأصيب 25,000 بجروح نتيجة للعنف الفلسطيني والعمل العدائي للعدو (دون أن يشمل ذلك الحروب) منذ إنشاء دولة إسرائيل في عام 1948 حتى اليوم. قُتل 685 يهوديًا آخرون من سكان فلسطين الانتدابية بين عامي 1920 و1947 نتيجة لأعمال الشغب العربية والعمليات البريطانية المعادية للصهيونية والهجمات في الحرب العالمية الثانية.
قتل الفلسطينيون 1,074 إسرائيليا وجرحوا 7,520 بين عامي 2000 و2005.

## الحروب مصنفة حسب مجموع الوفيات

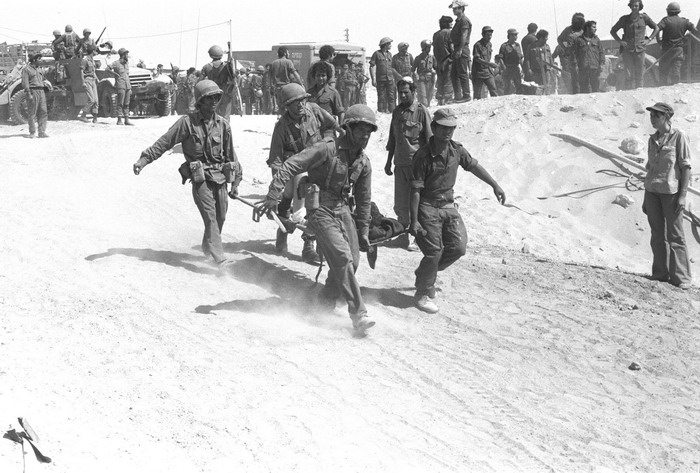
طاقم طبي من الجيش الإسرائيلي يخلي جنديا مصابا من ميدان المعركة خلال حرب يوم الغفران. تكبدت قوات الدفاع الإسرائيلية 2،565 قتيلا وجرح أكثر من 7،200 جندي.

1. حرب 1948
2. حرب أكتوبر
3. حرب الاستنزاف
4. حرب 1967
5. حرب لبنان 1982
6. العدوان الثلاثي
7. حرب لبنان 2006